# Synoecnema drawidae
Synoecnema drawidae is een rondwormensoort uit de familie van de Ungellidae. De wetenschappelijke naam van de soort is voor het eerst geldig gepubliceerd in 1943 door Baylis.